# پائولو سپانی
پائولو سپانی (انگلیسی: Paolo Seppani؛ زادهٔ ۱۸ اوت ۱۹۸۶) بازیکن فوتبال اهل ایتالیا است.
از باشگاه‌هایی که در آن بازی کرده‌است می‌توان به باشگاه فوتبال فروزینونه و باشگاه فوتبال آ.اس. رم اشاره کرد.